# Francisco Gerardo
Francisco Gerardo da Silva (Acaraú, 26 de junho de 1946) é um político brasileiro, que foi prefeito de Teresina.

## Vida pessoal
Filho de Francisco Guilherme e Rita Veríssimo, Gerardo é formado em engenharia civil.

## Vida pública
Após a eleição de Heráclito Fortes em 1988, Gerardo foi escolhido como secretário de serviços urbanos de Teresina.
Nas eleições de 1992, pelo PSDB, foi eleito vice-prefeito de Teresina na chapa de Wall Ferraz, recebendo 130.829 votos. Após a morte de Wall Ferraz em 1995, Chico Gerardo assumiu a prefeitura, para finalizar o mandato até 01 de janeiro de 1997. Como prefeito, atuou em diversas obras estruturais, como a criação dos parques Encontro dos Rios e Parque Ambiental do Acarape.
Com a visibilidade ganha pelo mandato na prefeitura, Gerardo foi candidato ao governo do Piauí em 1998 pelo PSDB, em coligação com PT, PSB e PSC. Recebeu mais de 80 mil votos em Teresina e chegou a vencer no município de Santo Antônio dos Milagres, porém fez apenas 12% dos votos no geral e foi derrotado em primeiro turno.
Após a prefeitura, Gerardo foi diretor da Empresa Teresinense de Desenvolvimento Urbano na gestão de seu ex-secretário, Firmino Filho.